# Íróasztal

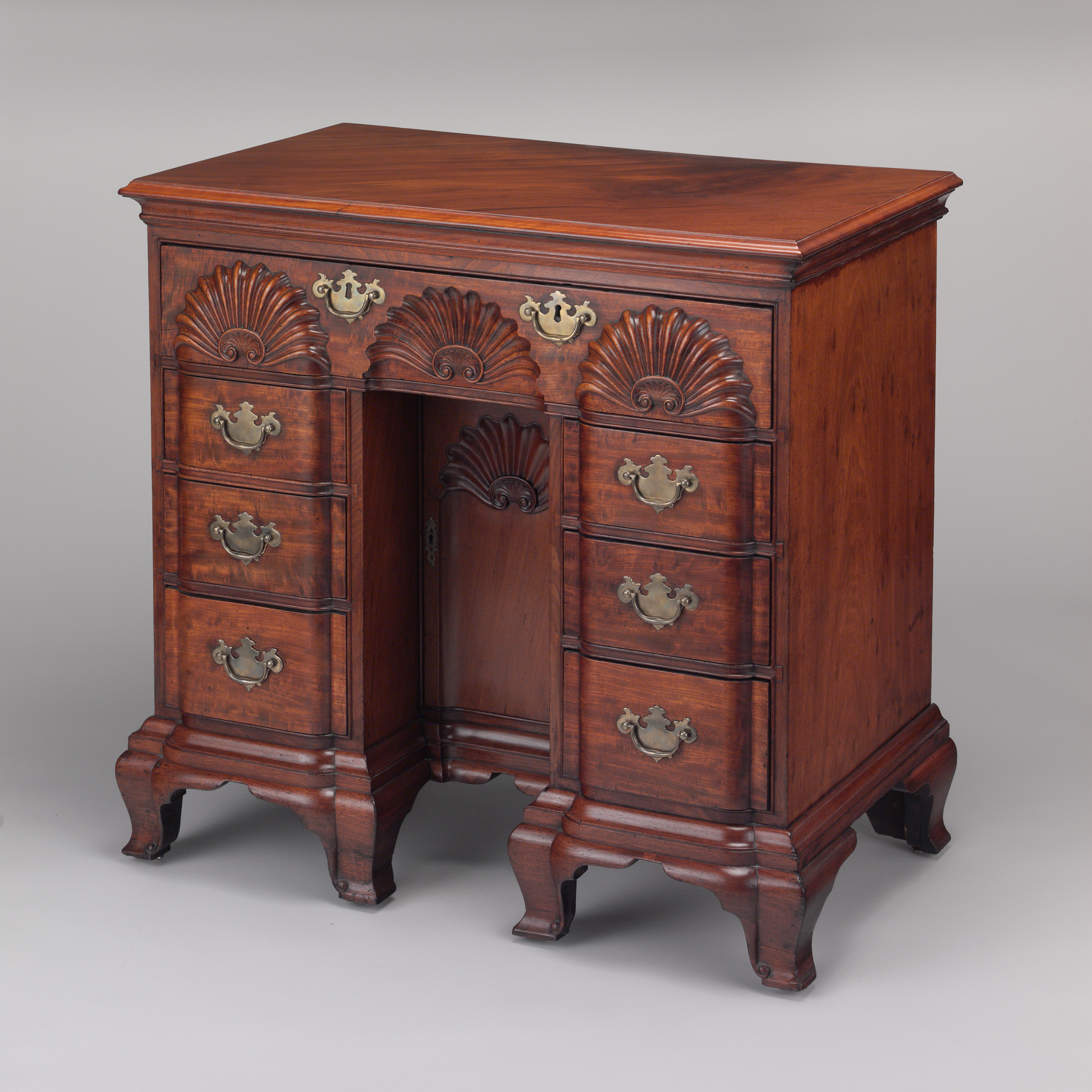
Különböző fafajtákból készített, 18. századból való íróasztal (Metropolitan Museum of Art)

Az íróasztal fából, és/vagy műanyagból készült irodabútor. Íráshoz, számoláshoz, rajzoláshoz ideális nagyobb, lapos munkafelület. Azalatt fiókok találhatók, általában papír dokumentumokat, íróeszközöket, vagy egyéb, (viszonylag kisebb) tárgyakat tárolnak bennük.

## Etimológia
Az „íróasztal” szó összetett szó, az „író” és „asztal” szavakból áll. Nevét a leggyakrabban használt tevékenység alapján kapta, mivel a bútort többnyire szellemi munka végzésére használják.

## Története
A XII. században, amikor a kereskedelem hirtelen és nagyarányú felvirágzása volt tapasztalható a közlekedési eszközök fejlődése és a pénz kialakulása következtében, a kísérőszakmák az addig ismertektől eltérő munkaköröket hoztak létre. A kereskedelmi ügyek intézése, a pénzügyek és banki folyamatok kezelése egyre erőteljesebben megkövetelte az írásos dokumentumok alkalmazását, és ennek a folyamatnak a következtében a kereskedő- és bankár családok, és cégek égisze alatt sorra kezdtek nyílni modern, korunknak sokban megfelelő irodák.
Ebben az időszakban jelent meg a már valóban asztalnak nevezhető íróasztal, amelynek lapja nem ritkán döntve volt a kényelem érdekében. Hamarosan követték a modern korunkra jellemző irodai bútorok (pl. polc, ajtós szekrény), hiszen a keletkező iratokat – szerződések, listák, nyilvántartások, szállítólevelek, hitelek – tárolni  kellett, és nem is akárhogyan.
Az irodák, és bennük a bútorok egyre díszesebbek, kényelmesebbek és látványosabbak lettek, míg természetesen a funkcionalitásról sem felejtkeztek el. A szék alkalmazása is ebben az időben kezdett széles körben elterjedni, így a hirtelen fejlődésnek indult íróasztalok mellé már ez is dukált.
A felvilágosodás korában – XVIII. század – a szellemi munka egyre nagyobb megbecsülést nyert, így természetes, hogy még nagyobb hangsúly került az elvégzés színhelyére. Természetesen nem csak a kereskedők és bankok munkaterületei lehettek irodák, a középkortól kezdve egyre inkább divattá vált, hogy a fontos pozíciót betöltő nemesek és polgárok lakhelyeiken dolgozószobát alakítottak ki maguknak. Ennek a szobának a legfontosabb berendezési tárgya az íróasztal volt, természetesen székkel, illetve a legtöbb esetben egy olyan szobarészletet is kialakítottak hozzá, ahova a tárgyalópartnereket is le lehetett ültetni.

### Írószekrények
Az irodák bútorzatai között ebben már a barokk korban kezdtek helyet kapni egy nagyon fontos funkciót betöltő, érdekes és titokzatos bútordarabok: a szekreterek. A secret szóból kialakult névből is kiderül, hogy a titkokat őrizték benne, tele voltak zárható és titkos rekeszekkel, fiókokkal. Ezek többnyire egyesítették az írófelületet a pakolásra szánt részekkel, amelyek között a széfként funkcionáló fakkok is megtalálhatóak voltak. Néha stabil írófelülettel rendelkeztek, de a késői szekreterek felcsukható ajtajai már arról árulkodtak, hogy a bútoralkatrész-gyártás (vasalat) is sokat finomodott ebben az időben.